# Semifará
Semifará, o judeu é o sétimo personagem a ser julgado por seus pecados no Auto da Barca do Inferno e o sexto a "embarcar" na Barca do Inferno . Ele representa a religião e pretende salientar como os judeus eram mal considerados pelos cristãos. Tanto o Diabo como o Anjo não o acusam diretamente, pois o Diabo não o quer na sua barca, assim como o Anjo não o considera digno de ir para o paraíso.

## Caracterização

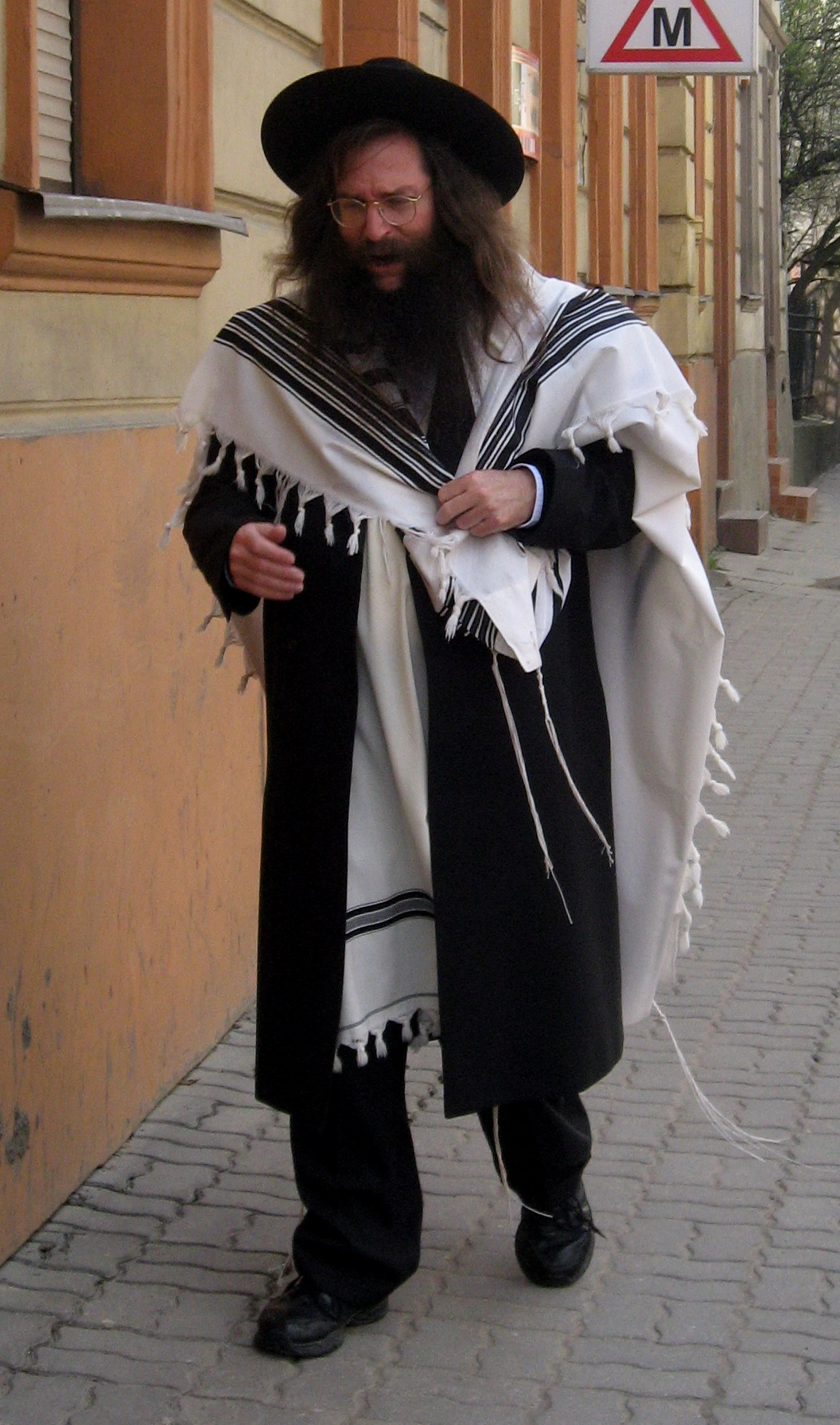
[https://en.wikipedia.org/wiki/Lithuanian_Jews

No texto de Gil Vicente, o personagem não possui um trecho que o descreva fisicamente. Porém, quando adaptado para Comic, o judeu toma a forma de um senhor barbudo de meia-idade, cabelos e olhos pretos, vestido com uma turca cinza e uma Kipá , bem similar a um judeu lituano. Seu físico não é muito forte, sendo menor que o Diabo e quase da mesma altura do parvo. Semifará possui uma personalidade forte, além de uma fé inabalável, como quando ele usa das pragas do Egito  para ofender Satanás, quando este se recusa a passar o bode que o judeu carrega. Não só isso, o personagem aparenta possuir algumas semelhanças com o onzeneiro, como quando ambos tentam subornar o Diabo através de dinheiro , isso revela um certo preconceito caricato de apego à riquezas materiais, comumente atribuído a judeus durante o Humanismo.

## Trajetória

### Em vida
Pouco se sabe sobre a trajetória do judeu, porém, através de acusações feitas pelo parvo, é reforçada a ideia de que Semifará rejeita o cristianismo. O Parvo acusa-o de roubar a cabra e ter realizado atos de profanação quando em vida, como urinar na Igreja de São Gião e comer carne durante a semana santa . Também é notório uma ligação deste personagem com o fidalgo, pois quando é rejeitado pelo Diabo, pede a intercessão do nobre, tal qual como fazia em vida, quando era influente na sociedade .

### Purgatório
Após sua morte, Semifará chega ao cais acompanhado de um bode e encaminha-se direto ao Diabo, pedindo para embarcar, pois sabe que é condenado. Mas até o Diabo se recusa a levá-lo. Ele então tenta subornar o demônio, porém este, com a desculpa de não transportar bodes, aconselha-o a procurar outra barca. O judeu fala então com o anjo, porém não consegue aproximar-se dele: é impedido, acusado pelo parvo de comer carne durante o Dia Santo. Por fim, o Diabo aceita levar o judeu e seu bode, mas não dentro de sua barca, entretanto, rebocados, pois, o judeu era tão ruim que sequer deveria se misturar aos cristãos, mesmo que estes sejam pecadores.

## Símbolos e Representações

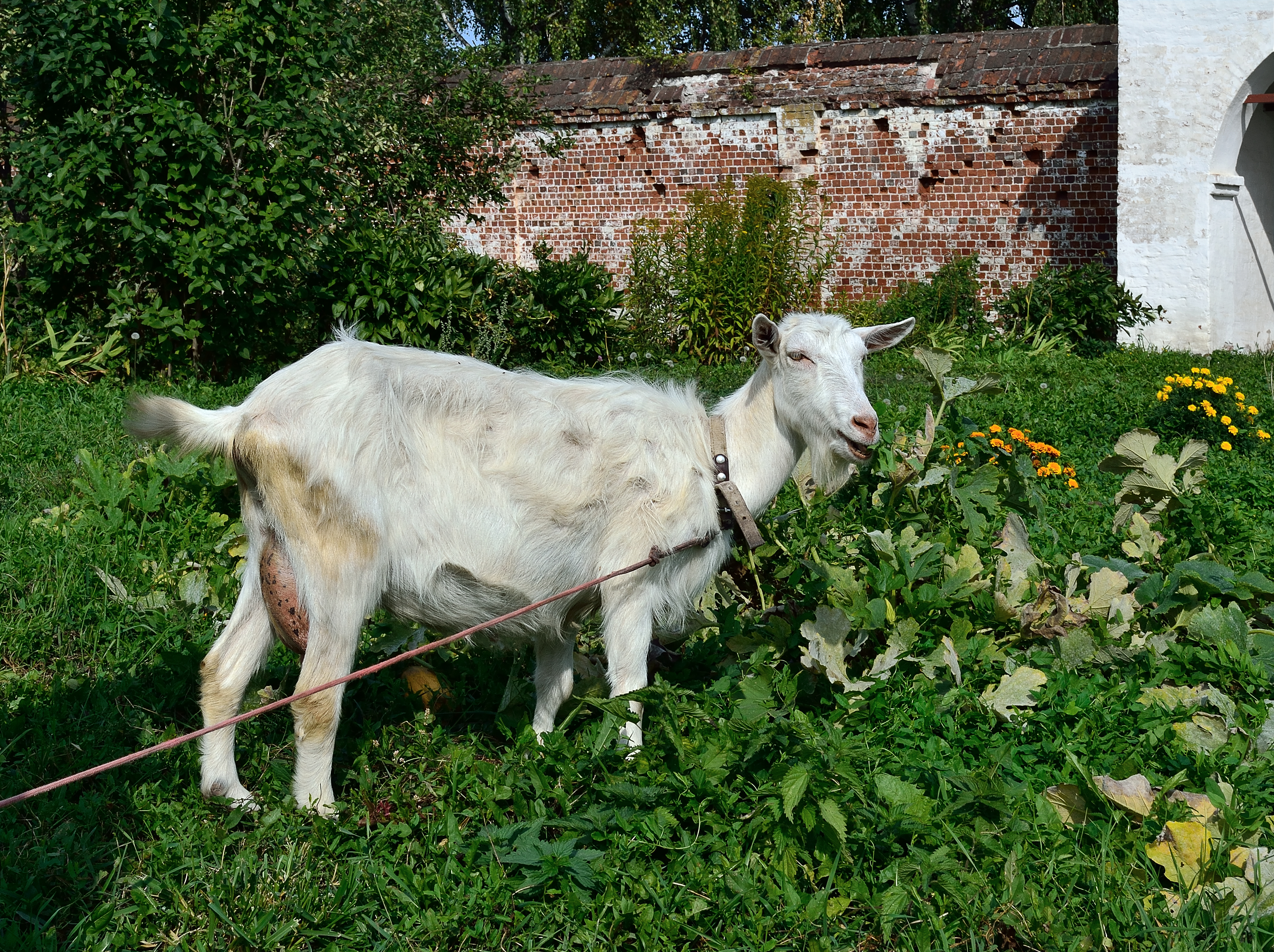
O bode é um dos símbolos do Judaísmo.

Representando as demais religiões não cristãs, o tratamento recebido pelo judeu faz-nos pensar em um preconceito do autor, porém, para entendermos por que Gil Vicente deu tal tratamento a este personagem, precisamos contextualizar a época em que o auto foi escrito. Durante o reinado de Dom Manuel, de 1495-1521, muitos judeus foram expulsos de Portugal, e os que ficaram, tiveram que se converter ao cristianismo, sendo perseguidos e chamados de "cristãos novos" . Ou seja, Gil Vicente segue, nesta obra, o espírito da época. Escrita na passagem da Idade Média para a Idade Moderna, a obra oscila entre os valores morais desses dois períodos: ao mesmo tempo que há uma severa crítica à sociedade, típica da Idade Moderna, a obra também está religiosamente voltada para a figura de Deus, o que é uma característica medieval. A sátira social é implacável e coloca em prática um lema, que é "rindo, corrigem-se os defeitos da sociedade". A obra tem, portanto, valor educativo muito forte. A sátira de Vicente serve para nos mostrar, tocando nas feridas sociais de seu tempo, que havia um mundo melhor, em que todos eram melhores.

## Julgamento Final

### Argumentos
Após realizar a leitura do Auto da Barca do Inferno e suas diversas adaptações literárias, é possível chegar a conclusão de Semifará, o judeu, era sim merecedor de ir para o inferno. Entretanto, o personagem não é uma má-pessoa por ser um judeu, mas sim por seus atos de roubo, ganância e abuso de poder quando em vida. Isso o classifica tão ruim quanto os demais pecadores que embarcam para o Inferno, e não o torna pior que eles, como acusa o Diabo.